# Gabriele Müller
Gabriele Müller (* 30. September 1959 in München) ist eine deutsche Kommunalpolitikerin der SPD und war von 2014 bis 2020 Bürgermeisterin der Gemeinde Haar im Landkreis München.
Müller kam in München zur Welt. Als sie drei Jahre alt war, zog die Familie nach Baldham. 1966 wurde sie in der Grundschule an der Brunnenstraße in Baldham eingeschult, wechselte nach der vierten Klasse auf das Gymnasium in Vaterstetten, wo sie 1979 das Abitur ablegte. Im Anschluss studierte sie auf Lehramt an Sonderschulen mit Schwerpunkt Schule zur Erziehungshilfe und bestand 1987 das Staatsexamen.
1990 zog sie nach Haar um. Nach der Geburt des ersten Kindes und Heirat war sie 1994 Mitbegründerin der Eltern-Kind-Initiative „Bärenhöhle“. Im Jahr darauf kam ihr zweites Kind zur Welt. Seit 2011 ist sie ehrenamtlich die 1. Vorsitzende der Volkshochschule Haar.
In die Kommunalpolitik trat sie ein, als sie im Jahr 2000 als Nachrückerin Gemeinderätin in Haar wurde. Nach der Kommunalwahl im Frühjahr 2006 wurde sie zur 2. Bürgermeisterin gewählt. 2013 nominierte sie der SPD-Ortsverein zur Kandidatin für die Bürgermeisterwahl 2014. Am 16. März 2014 wurde sie zur Bürgermeisterin der Gemeinde Haar gewählt. Bei der Kommunalwahl 2020 wurde sie vom SPD-Ortsverein wieder als Bürgermeisterkandidatin nominiert, verlor aber in der Stichwahl am 29. März 2020 knapp gegen Andreas Bukowski von der CSU und zog sich danach aus der Kommunalpolitik zurück.

## Quelle
- Biographie (Memento vom 16. Februar 2016 im Internet Archive)

| Personendaten    | Personendaten                                    |
| ---------------- | ------------------------------------------------ |
| NAME             | Müller, Gabriele                                 |
| KURZBESCHREIBUNG | deutsche Kommunalpolitikerin und Bürgermeisterin |
| GEBURTSDATUM     | 30. September 1959                               |
| GEBURTSORT       | München                                          |